# Giorgio Bassani

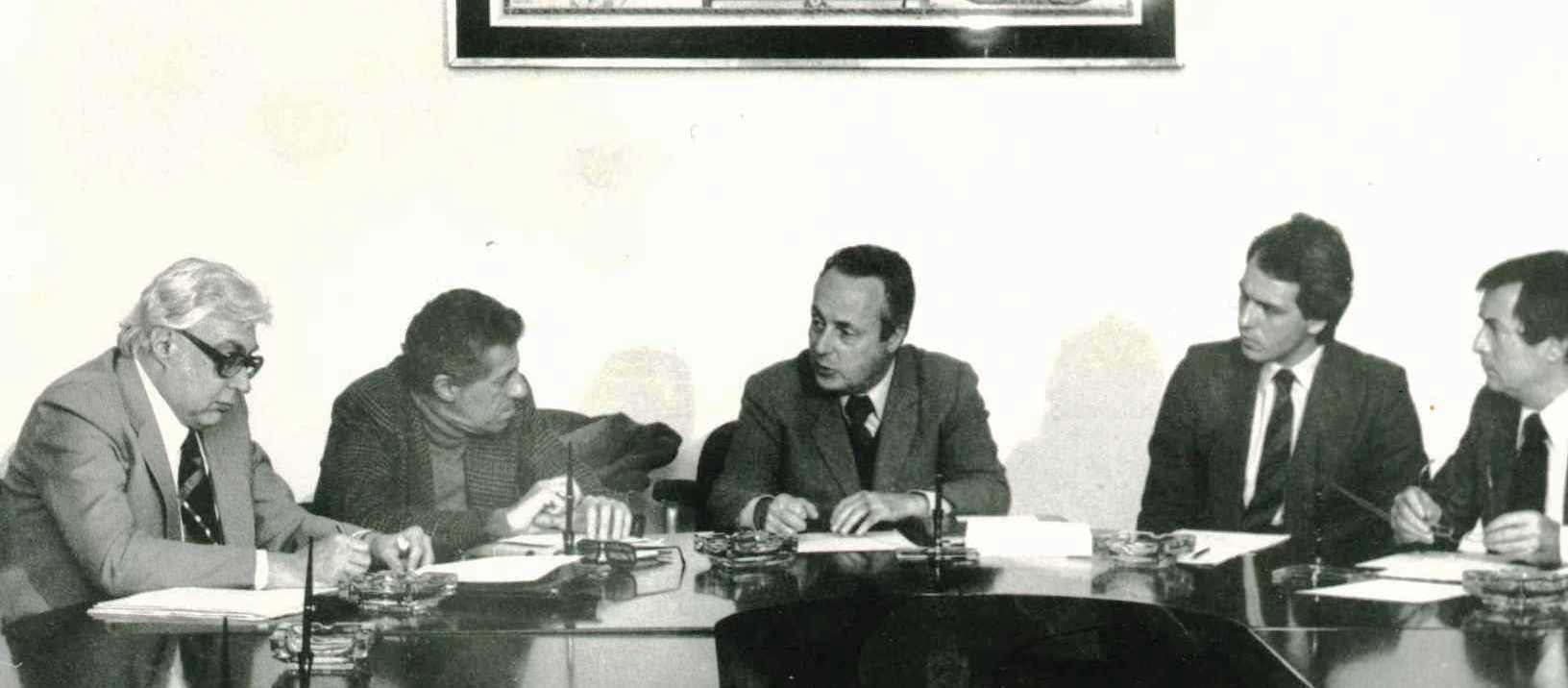
Giorgio Bassani (in het midden)

Giorgio Bassani (Bologna, 4 maart 1916 - Rome, 13 april 2000) was een Italiaans schrijver, dichter, essayist en redacteur.

## Biografie
Bassani was een zoon van welgestelde joodse ouders. Hij ging naar school in Ferrara en in 1939 studeerde hij ondanks de rassenwetten af aan de letterenfaculteit van Bologna.
In 1943 werd hij opgepakt op verdenking van clandestiene activiteiten tegen het fascisme. De brieven die hij vanuit de gevangenis aan zijn familie schreef, werden in 1981 onder de titel Da un prigione (Vanuit een gevangenis) gepubliceerd in de Corriere della Sera. In datzelfde jaar trouwde en verhuisde hij van Ferrara naar Florence en later naar Rome.
Hij bracht zijn eerste prozabundel "Una città in Pianura" uit in 1940, wat door de rassenwetten moest onder het pseudoniem 'Giacomo Marchi'. Zijn eerste dichtbundel "Storie dei poveri amanti e altri versi" verscheen in 1945. 
In 1947 kwam "Te lucis ante" uit, in 1953 "Passeggiata prima di Cena", in 1958 "Gli occhiali d'oro" (De goudgerande bril) en in 1959 "Le storie Ferraresi". In 1948 begon hij te werken als redacteur bij het literaire tijdschrift Botteghe oscure en later ook bij het tijdschrift Paragone. In 1964 werd hij vicevoorzitter van de RAI. Als eindredacteur bij de Feltrinelli-uitgeverij lukte het hem Il Gattopardo van Giuseppe Tomasi di Lampedusa uit te geven. 
Zijn toppunt van succes beleefde hij in 1962 met "Il giardino dei Finzi Contini" (De tuin van de Finzi-Contini's).  Hierna volgden "Airone" (De reiger) in 1968 en "Il romanzo di Ferrara" in 1974.
Hij overleed op 13 april 2000 en werd begraven op de joodse begraafplaats in Ferrara.

## Thematiek
In zijn poëzie en proza refereert Bassani voortdurend impliciet of expliciet aan zijn jaren van verzet van 1938 tot 1943.
De schemering is altijd aanwezig in zijn werk. In de beschrijvingen van het landschap, als metafoor voor een fundamentele levenservaring en als symbool van de herinnering. Hij vertelt graag over zijn personages in een soort schemertijd in hun leven in de vorm van een tragische lotsbestemming of een ontnuchterende levensfase. De schemering wordt niet alleen geassocieerd met tragiek en beschouwing maar ook met zorgeloosheid.
Een ander belangrijk thema in zijn werk is het anders-zijn. Veel van zijn werk is geheel of gedeeltelijk autobiografisch. Hij groeide als jood op ten tijde van de Tweede Wereldoorlog. Dit speelt een grote rol in zijn werk. In "Gli occhiali d'oro" schrijft hij over het anders-zijn in verband met homoseksualiteit.
Bassani was chroniqueur van het leven in Ferrara, een stadje in Noord-Italië dat eeuwenlang een centrum van de joodse cultuur was, waar hij naar school ging en waar de hoofdpersonen van zijn boeken leven. Zij zijn net als Bassani zelf allen geassimileerde joden uit de hogere burgerij, die behalve door hun afkomst weinig meer met het Jodendom verbonden zijn, totdat de fascistische partij in 1938 de rassenwetten afkondigt. Bassani mocht door die wetten niet meer naar de bibliotheek, werd geroyeerd als lid van de tennisclub en moest zijn verloving met een katholiek meisje verbreken. Deze uitstoting werd een wond die nooit meer is genezen, en die de basis vormde voor zijn werk. Zijn personages ervaren de eenzaamheid als een loden last, omdat ze elkaar niet begrijpen en zich daarvan bewust zijn. Alles wat tussen hen gebeurt, berust op een misverstand door een verkeerde interpretatie van moeizaam geformuleerde zinnen en een paar liefdevolle gebaren. Bassani's verhalen en romans spelen alle in de tijd van Mussolini, maar hoe scherper de rassenwetten worden, hoe meer er wordt getennist. Vluchten is voor de personages te veel moeite en tennis en brieven van en naar de familie zijn veel belangrijker dan Mussolini. In zijn werk maakt Bassani veel gebruik van het discorso indiretto sociale, waarbij niet de feiten worden weergegeven, maar de collectieve mening van de gemeenschap door een aantal personages wordt vertolkt, meestal in de vorm van vooroordelen en roddelpraatjes.
Uit zijn essays spreekt een moreel engagement. Volgens de schrijver komt al zijn werk voort uit hetzelfde soort creativiteit. Het onderscheid dat er gemaakt wordt tussen de verschillende soorten publicaties, is volgens hem puur kunstmatig.

## Receptie
In 1956 kreeg Bassani voor Cinque storie ferraresi de Premio Strega literatuurprijs. In 1962 voor Il giardino dei Finzi-Contini de Premio Viareggio. Deze roman werd in 1970 verfilmd door Vittorio de Sica. Desondanks dreigde het werk van Bassani in de jaren 60 in de vergetelheid te raken, doordat moderne critici hem een ouderwetse schrijver vonden. Tegenwoordig behoort met name Il giardino dei Finzi-Contini tot de klassiekers van de Italiaanse literatuur.
De Nederlandse vertalingen van de vier romans (De gouden bril, De tuin van de Finzi-Contini's, Achter de deur, De reiger) en de twee bundels met verhalen (Binnen de muren, De geur van hooi) die zich in Ferrara afspelen, werden in 1998 door uitgeverij Meulenhoff in één band uitgegeven onder de titel Het verhaal van Ferrara. Op de kaft van de latere edities van deze bundel staat onjuist dat dit het Verzameld werk van de auteur is.

### Romans en verhalen
- Una città di pianura, Arte Grafica A. Lucini e C., Milano, 1940.
- La passeggiata prima di cena, Sansoni, Firenze, 1953.
- Gli ultimi anni di Clelia Trotti, Nistri-Lischi, Pisa, 1955.
- Cinque storie ferraresi, Einaudi, Torino, 1956. Bevat de verhalen Lidia Mantovani; La passeggiata prima di cena; Una lapide in via Mazzini; Gli ultimi anni di Clelia Trotti en Una notte del '43. Heruitgegeven als Dentro le mura, Mondadori, Milano, 1973. Ned. vert. Binnen de muren door Tineke van Dijk (Meulenhoff 1995)
- Gli occhiali d'oro, Einaudi, Torino, 1958. Ned. vert. De ondergang van dr. Fadigati door M. Montulet (Erven J. Bijlenveld 1961)
- Una notte del '43, Einaudi, Torino, 1960.
- Le storie ferraresi, Einaudi, Torino, 1960. Bevat de verhalen en novellen Il muro di cinta; Lidia Mantovani; La passeggiata prima di cena; Una lapide in via Mazzini; Gli ultimi anni di Clelia Trotti; Una notte del '43, Gli occhiali d'oro en In esilio.
- Il giardino dei Finzi-Contini, Einaudi, Torino, 1962. Ned. vert. Het groene paradijs van de jeugdliefdes: de tuin van de Finzi-Contini door A.J. Romein (Contact 1970), later opnieuw vertaald als De tuin van de Finzi-Contini's door Joke Traats en Geerten Meijsing (Cypres 1989, herziene uitgave Meulenhoff 1994) en in 2009 door Jan van der Haar onder de titel De tuin van de familie Finzi-Contini (De Bezige Bij 2009, en in 2015 in vierde druk met inleiding door Bas Heijne)
- Dietro la porta, Einaudi, Torino, 1964. Ned. vert. Achter de deur door Tineke van Dijk (Meulenhoff 1997, herziene uitgave De Bezige Bij 2018)
- Due novelle, Sodalizio del libro, Venezia, 1965.
- L'airone, Mondadori, Milano, 1968. Ned. vert. De reiger door Joke Traats (Meulenhoff 1993), later opnieuw vertaald door Tineke van Dijk (Meulenhoff 1998)
- Gli occhiali d'oro, Mondadori, Milano, 1970. Ned. vert. De goudgerande bril door M. Montulet (Gooi & Sticht 1988), later opnieuw vertaald als De gouden bril door Tineke van Dijk (Meulenhoff 1996)
- L'odore del fieno, Mondadori, Milano, 1972. Ned. vert. De geur van hooi door Tineke van Dijk (Meulenhoff 1998)
- Il romanzo di Ferrara, I. Dentro le mura, Mondadori, Milano, 1973. Ned. vert. Binnen de muren door Jan van der Haar (De Bezige Bij 2018)
- II romanzo di Ferrara, Mondadori, Milano, 1974.
- L'airone, Mondadori, Milano, 1976 (nieuwe uitgave met wijzigingen).
- II romanzo di Ferrara, III. Il giardino dei Finzi-Contini, Mondadori, Milano, 1976.
- II romanzo di Ferrara, II. Gli occhiali d'oro, Mondadori, Milano, 1977.
- II romanzo di Ferrara, V. L' airone, Mondadori, Milano, 1978.
- II romanzo di Ferrara, Mondadori, Milano, 1980.
- Opere, Mondadori, Milano, 1998.

### Poëzie
- Storie dei poveri amanti e altri versi, Astrolabio, Roma, 1945.
- Te lucis ante: 1946-1947, Ubaldini, Roma, 1947.
- Un'altra libertà, Mondadori, Milano, 1951.
- L'alba ai vetri. Poesie 1942-1950, Einaudi, Torino, 1963
- Epitaffio, Mondadori, Milano,1974.
- In gran segreto, Mondadori, Milano, 1978.
- In rima e senza, Mondadori, Milano, 1982.

### Essays
- Le parole preparate e altri scritti di letteratura, Einaudi, Torino, 1966.
- Di là
- Dal cuore, Mondadori, Milano, 1984.

- Bibsys: 90067126
- Biblioteca Nacional de España: XX951156
- Bibliothèque nationale de France: cb118904866 (data)
- Catàleg d'autoritats de noms i títols de Catalunya: 981058518323906706
- CiNii: DA0106460X
- Digitale Bibliotheek voor de Nederlandse Letteren: bass028
- Gemeinsame Normdatei: 118657496
- International Standard Name Identifier: 0000 0001 2283 9972
- Library of Congress Control Number: n50018417
- Nationale Bibliotheek van Letland: 000040361
- Bibliotheek van het Japanse parlement: 00432488
- Nationale Bibliotheek van Tsjechië: jn20000600652
- Nationale bibliotheek van Australië: 36059205
- Nationale Bibliotheek van Israël: 987007258353905171
- Nationale Bibliotheek van Polen: a0000002875503
- Nationale en Universitaire bibliotheek Zagreb: 000050074
- Nederlandse Thesaurus van Auteursnamen: 069627894
- Istituto Centrale per il Catalogo Unico: CFIV009156
- LIBRIS: 232732
- SNAC: w68787rh
- Système universitaire de documentation: 026708493
- Trove: 1204137
- Virtual International Authority File: 108729325
- WorldCat: E39PBJjd9VhydK4Dyv69JBwgrq